# Edgar Cowan
Edgar Cowan, född 19 september 1815 i Westmoreland County, Pennsylvania, död 31 augusti 1885 i Greensburg, Pennsylvania, var en amerikansk republikansk politiker. Han representerade delstaten Pennsylvania i USA:s senat 1861-1867.
Cowan utexaminerades 1839 från Franklin College i Ohio. Han studerade sedan juridik och inledde 1842 sin karriär som advokat i Pennsylvania. Han besegrade sittande senatorn William Bigler i senatsvalet 1861. Han var ordförande i senatens patentutskott 1861-1867. Han efterträddes 1867 som senator av Simon Cameron. President Andrew Johnson utnämnde honom till chef för USA:s diplomatiska beskickning i Österrike men senaten vägrade att godkänna utnämningen. Han återvände till arbetet som advokat.
Cowans grav finns på Saint Clair Cemetery i Greensburg.